# 瀬木三雄
瀬木 三雄（せぎ みつお、1908年3月3日 - 1982年5月8日）は、日本の医学博士。
愛知県名古屋市生まれ。旧制愛知県立第五中学校（現・愛知県立瑞陵高等学校）第14回生。東京帝国大学医学部卒業。旧厚生省の初代母子衛生課長として母子健康手帳を創設し、東北大学医学部にて公衆衛生学教室を主宰。癌統計学の第一人者として知られ、いわゆる「瀬木の帽子」（胎児の基底顆粒細胞集団）の発見者でもある。1971年に退官。瀬木学園（現 愛知みずほ大学等）理事長、学長、高校長を歴任。